# Édouard Detaille
Édouard Jean Baptiste Detaille (født 5. oktober 1848 i Paris, død 23. december 1912 sammesteds) var en fransk slagmaler.
Detaille var et tidlig udviklet talent, lærte i Jean-Louis-Ernest Meissoniers atelier den grangivelige naturtroskab og kunstens teknik på fingrene og fik her tilfredsstillet sin barndomspassion: Fremstilling af soldater og heste. Hans første arbejde på Parisersalonen i 1867 blev ret upåagtet; hans næste Trommeslagernes hvil vakte bifald, og 1869 opnåede han en succes med Hvil under manøvren. Med arbejder som Kafeen, Les Incroyables, elegante kostumebilleder fra revolutionens tid, befæstede han sit ry. Udbruddet af den fransk-preussiske krig 1870 gav ham større opgaver og snart en førsterangsstilling i fransk kunst. Fra Algier vendte han ved krigens udbrud tilbage til Frankrig, blev mobilgardist og fulgte på nært hold kampens gang; en detaljetro, fin og skarp iagttagelse, en ildfuld fædrelandskærlighed, der dog også lader modstandernes militære apparition komme til sin ret, giver disse krigsskildringer betydelig almeninteresse. Til hans bedste arbejder fra den franske-tyske Krig hører Sejrherrerne, 1872, der på grund af dets tendens ikke måtte udstilles på Salonen, På tilbagetog, 1873, Regimentet på boulevarden, 1875, Rekognosceringen, 1876, Honnør for de sårede, 1877, Champignys Forsvar, 1879, Coup de Mitrailleuse, Uddeling af fanerne til hæren, 1881, Édouard Detaille udførte flere panoramaer i 1882 og 1883 sammen med de Alphonse-Marie-Adolphe de Neuville, Soldaternes drøm, 1888; udstillet på den franske kunstudstilling i København; En batterie, 1890; endvidere fra Napoleonstiden: Husarindhug, 1807, det gribende Garnisonen marcherer ud af fæstningen huningen, 1892, og mange flere; på Salonen i Paris 1895 sås hans Prinsen af Wales og hertugen af Connaught til hest ved en revue. For Hôtel de Ville, rådhuset i Paris, malede Detaille 1902-4 to store paneler fra revolutions- og Napoleonstiden, til Pantheons apsis det ret patetiske Les Trophées, 1905. Han har endvidere i ypperlige akvareller skildret soldater- og krigslivet. 1885-88 udgav han pragtværket L’armée française med tekst af Jules Richard, som indeholder mere end 300 tegninger og 20 farvereproduktioner af hans værker. I hans bolig er nu dels Musée Édouard Detaille, dels et kostumemuseum, tilvejebragt ved Detailles initiativ.

## Galleri
- Édouard Detaille, Vers la gloire / Les Trophées, 1905, del af triptykon i Pantheons apsis
- Édouard Detailles triptykon ses her bag skulpturgruppen, Monument à la Convention Nationale, af François-Léon Sicard
- Edouard Detaille, Soldaternes drøm, 1888, Musée d'Orsay

## Note
1. ↑  billeder på Commons fra bogen